# EHC Basel
EHC Basel – szwajcarski klub hokeja na lodzie z siedzibą w Bazylei.

## Historia
Dotychczasowe nazwy
- EHC Basel (1932–1933)
- EHC Basel-Rotweiss (1933–1990)
- EHC Basel KLH Dragons (1990–2003)
- EHC Basel (2003–2009)
- EHC Basel Sharks (2009–2014)
- EHC Basel (2014-)

Klub występował w rozgrywkach National League A i National League B. W 2014 zostało przeprowadzone postępowanie likwidacyjne, wskutek którego zespół z Bazylei w 2015 przystąpił do 1. ligi.
Trenerem klubu od 2008 do 2010 był Fin Kari Rauhanen.

## Sukcesy
- Srebrny medal mistrzostw Szwajcarii: 1946, 1952
- Brązowy medal mistrzostw Szwajcarii: 1949, 1949
- Złoty medal Nationalliga B: 1956, 2003, 2005
- Srebrny medal Nationalliga B: 1954
- Awans do National League A, 1941, 2003, 2005